# 美杉温泉
美杉温泉（みすぎおんせん）は、三重県津市美杉町竹原中野地区（旧国伊勢国）に所在する温泉。
同じ津市美杉町八知に所在する火の谷温泉（美杉リゾート）とは、経営も泉質もまったく異なる。

## 泉質
- 単純硫黄泉（硫化水素型）
  - 源泉温度18度

### 効能
- 神経痛、皮膚病、関節痛、冷え性、湿疹 、リウマチ、糖尿病

ナトリウムを大量に含み、特に皮膚病に効能がある。

## 歴史
美杉温泉がいつ頃から存在したのか確かな文献は存在しないが、一説には弘法大師（空海）が伊勢行脚の折にこの地を訪れ、霊感を受けて地面を杖で突いたら、温泉が湧き出したとの開湯伝説がある。
以前は、県道15号より旧道へ行き、北西側へ入ったところに一軒宿「女神荘」（収容20名、7室）が存在したが、2004年2月に老朽化により閉館し、現在は入浴することができない。
温泉自体は、地区の共有財産であり、女神荘が地区に使用料を支払って温泉を引き込んでいた。
源泉は、女神荘の裏山を登ったところに存在するが、草深く、ニホンザルやツキノワグマ、ニホンマムシが出没するため、訪問はお勧めしない。（上記のように、温泉自体が地区の共有財産であるため、不法侵入にあたる恐れもある。）また、女神荘自体は閉館後も元経営者家族が管理を行っていたが、不法侵入者が絶えなかったことから、令和４年６月に解体され、現在は更地である。

## アクセス
- 鉄道 : 東海旅客鉄道名松線伊勢竹原駅下車、徒歩約15分